# سيباستيان برهالتر
سيباستيان برهالتر (بالإنجليزية: Sebastian Berhalter) هو لاعب كرة قدم أمريكي في مركز الوسط، ولد في 17 مايو 2001 في لندن في المملكة المتحدة. لعب مع كولومبوس كرو.

## وصلات خارجية
- سيباستيان برهالتر على موقع الدوري الأمريكي (الإنجليزية)
- سيباستيان برهالتر على موقع قاعدة بيانات كرة القدم.إي يو (الإنجليزية)
- سيباستيان برهالتر على موقع Soccerway.com (الإنجليزية)
- سيباستيان برهالتر على موقع عالم كرة القدم.نت (الإنجليزية)